# Mare de Déu del Camí de Granyena de Segarra
La Mare de Déu del Camí de Granyena de Segarra, o Santa Maria del Camí, és una església de Granyena de Segarra (Segarra) inclosa a l'Inventari del Patrimoni Arquitectònic de Catalunya.

## Descripció
És un santuari marià sota l'advocació de la Mare de Déu del Camí que se situa als afores de Granyena de Segarra. Edifici d'origen romànic ha estat constantment remodelat durant l'època moderna i contemporània, fins al punt que avui en dia és difícil esbrinar si fou aprofitada alguna estructura de l'antiga construcció. Es tracta d'un edifici de planta rectangular, amb tres naus, la nau central més alta i ampla respecte a les dues laterals. La teulada de la nau central se'ns presenta a doble vessant a diferència de les dues laterals que presenten una teulada a un vessant, destacant, també, el fet de disposar d'un ràfec amb decoració de maó i que ressegueix tot el perímetre de la façana principal de l'edifici.
La porta d'accés al recinte està situada al mig de la façana principal. Es tracta d'una porta amb doble arc de mig punt; per damunt d'aquesta un òcul i al capdamunt cinc arcs cecs entre lesenes, disposats amb una gradació ascendent i descendent. Les façanes d'ambdues naus laterals del santuari presenten tres nivells d'obertures seguint l'eix vertical, dues finestres allargassades i un petit òcul. L'obra del santuari està realitzada amb carreus de mida mitjana, presentant un treball més acurat en les arestes dels murs i en les obertures. Al costat dret d'aquest edifici s'adossa la casa dels cuidadors d'aquest lloc.
Al seu interior es conserva la imatge romànica de la Mare de Déu del Camí, de fusta.

## Història
La primera referència escrita és del 1297, quan en tenia cura el prevere Berenguer de Cases. El santuari del Camí ha estat un centre de devoció popular. Tant el nom de l'advocació com l'indret evoquen el pas de peregrins que visitaven la Verge del Camí i eren acollits a la casa. Un pilar commemora el lloc on segons la tradició havia estat trobada la imatge de la Mare de Déu, una talla de fusta actualment restaurada. Havia estat seu d'una confraria des de 1569; per això la festa del camí, que es continua celebrant el dia de la Mare de Déu de Setembre, s'anomena "el Capítol".